# Tizoapatz
Tizoapatz är en ort i Mexiko.   Den ligger i kommunen Tanlajás och delstaten San Luis Potosí, i den centrala delen av landet, 250 km norr om huvudstaden Mexico City. Tizoapatz ligger 244 meter över havet och antalet invånare är 223.
Terrängen runt Tizoapatz är kuperad åt sydost, men åt nordväst är den platt. Runt Tizoapatz är det ganska tätbefolkat, med 111 invånare per kvadratkilometer. Närmaste större samhälle är Ejido San José Xilatzén, 3,2 km väster om Tizoapatz. I omgivningarna runt Tizoapatz växer huvudsakligen savannskog.